# 귀실집사
귀실집사(鬼室集斯, ? ~ 688년? 음력 11월 8일?)는 7세기 백제 귀족으로, 원래 성씨는 부여씨였다. 일본으로 이주하였다. 후손으로 귀실미성(鬼室美成)이 있다. 鬼室은 나중에 일본에서 鬼塚,鬼束 성씨로서 보이게 된다.
백제에서는 달솔, 좌평을 역임했고, 왜국에서는 소금하(小錦下)와 학직두(學職頭)를 역임했다.

## 생애
귀실집사는 백제의 왕족으로 귀실복신의 아들로 추정되지만 명확하지는 않다. 《일본서기》 덴지 천황 4년(665년) 2월조에는 귀실집사의 본래 관위가 달솔이라고 기록되어 있고, 《일본서기》 덴지 천황 8년조에는 관위가 좌평(佐平)이라고 기록되어 있다.
가족 및 유민들과 함께 왜국으로 망명한 것으로 추정되지만 정확한 시기는 알 수 없다. 665년 음력 2월에 덴지 천황은 귀실집사를 12위 관품인 소금하(小錦下 쇼킨게)에 임명하였고, 백제 유민 400여명을 오미국(近江國) 가마에군(神前郡)에서 살게 했다. 그해 음력 3월에 가마에군(神前郡)의 백제인들에게 토지를 지급했다. 669년, 좌평 여자신(餘自信)과 좌평 귀실집사(鬼室集斯) 등 남녀 700명이 오미국(近江國) 가모군(蒲生郡)에 옮겨졌다.(오늘날의 일본 시가현 가모군 히노(日野)정) 그들의 후손이 스즈카 산맥 류오산 아래에서 촌락을 이루고 살면서 귀실집사를 모시는 귀실신사(鬼室神社 기시쓰진쟈)를 관리한다고 한다.
671년 정월, 교육부 장관 격인 학직두(學職頭)에 임명되었다. 일본의 교육학자 쿠키 유키오(久木幸男)는 귀실집사가 가모군(蒲生郡)에 옮겨지고 나서, 서임된 후 약 1년 남짓 동안에 왜국의 대학료(大學寮)의 원형이 성립했고, 귀실집사가 그 장이 되었다고 하는 가설을 주창하기도 했다.
귀실집사의 묘비에는 그가 688년에 세상을 떠났다고 기록되어 있다.

## 사후
761년 귀실집사의 후손들은 백제공(百済公)의 작위를 수여받았다.

## 귀실집사묘
일본 에도 막부 시기, 오미국(近江國) 가모군(蒲生郡) 오노무라(小野村)의 니시노미야(西宮) 신사에서, 팔각 묘비가 발견되었다. 그리고 이 묘비에서 귀실집사묘(鬼室集斯墓)라는 묘비명과 ‘슈초(朱烏) 3년 무자(戊子) (음력) 11월 8일 조(殂)(朱鳥三年戊子十一月八日殂)’, 왼쪽에는 '서손 미성이 세웠다.(庶孫美成造)'라는 비문(碑文)이 발견되었다. 그 후 이 신사는 귀실신사(鬼室神社)로 이름이 바뀌었다. 덧붙여서 1994년에는 같은 히노쵸(日野町) 지역의 오오오자테라(大字寺) 터에 있는 노다미치(野田道) 유적(7세기 후반)으로부터, 온돌과 꼭 닮은 정원석의 배치 화기 통로의 신라식 건축의 잔존물을 수반하는 수혈 주거자취가 출토되었다.

## 가계
- 아버지 : 귀실복신(鬼室福信)
- 어머니 :?
  - 후손 : 귀실미정(鬼室美成)

## 기타
귀실집사와 비슷한 시기에 왜국으로 망명한 백제 귀족 귀실집신(鬼室集信)이 있었다. 귀실집신이 그와 어떤 관계인지는 알려지지 않았다.

## 같이 보기
- 귀실신사
- 복신
- 귀실미성

## 참고 자료
- 황은순 (2016년 10월 17일). “일본 속 백제를 좇다”. 주간조선.
- 하정민 (2015년 7월 22일). “한국에선 잊혀진 백제 왕족… 日서 1500년간 조상신 추모”. 동아닷컴. 2015년 10월 11일에 원본 문서에서 보존된 문서.